# NGC 5001
NGC 5001 (również PGC 45631 lub UGC 8243) – galaktyka spiralna z poprzeczką (SB?), znajdująca się w gwiazdozbiorze Wielkiej Niedźwiedzicy. Odkrył ją John Herschel 1 maja 1831 roku.